# Snookerweltmeisterschaft 1956
Die Snookerweltmeisterschaft 1956 (offiziell: Professional Matchplay Championship 1956) war die fünfte Austragung der Professional Matchplay Championship. Sie fand im Blackpool Tower Circus in Blackpool statt.
Weltmeister wurde zum fünften Mal in Folge der Engländer Fred Davis, der im Finale seinen Landsmann John Pulman mit 38:35 besiegte. Es war Davis’ achter und letzter WM-Titel.

## Turnierplan
|  | Halbfinale   | Halbfinale |            |             | Finale | Finale |
|  |              |            |            |             |        |        |
|  |              |            |            |             |        |        |
|  | Fred Davis   | 35         |            |             |        |        |
|  | Rex Williams | 26         |            |             |        |        |
|  |              |            | Fred Davis | 38          |        |        |
|  |              |            |            | John Pulman | 35     |        |
|  | John Pulman  | 36         |            |             |        |        |
|  | Jackie Rea   | 25         |            |             |        |        |
|  |              |            |            |             |        |        |